# 圣尼古拉 (意大利)
圣尼古拉（法語：Saint-Nicolas，法語發音：[sɛ̃ nikɔla]）是意大利瓦莱达奥斯塔大区的一个市镇。总面积15平方公里，人口337人，人口密度22.5人/平方公里（2009年）。ISTAT代码为007061。